# Luminary
Luminary  est un immeuble de grande hauteur bâti dans le quartier de Tammela à Tampere en Finlande.

## Présentation
Le bâtiment d'habitation est constitué d'un immeuble lamelliforme bâti le long de la rue Itsenäisyydenkatu et d'une tour, de 21 étages et de 70 mètres de hauteur, située du côté de Murtokatu. 
Les travaux de construction débutent fin 2016. 
La construction de Luminary devait s'achever au printemps 2019, mais elle s'est achevée au début 2018,.

## Prix et reconnaissance
Luminary a remporté le premier prix de la série de projets commerciaux des Tekla Global BIM Awards en 2018